# Riserva naturale orientata dello Zingaro

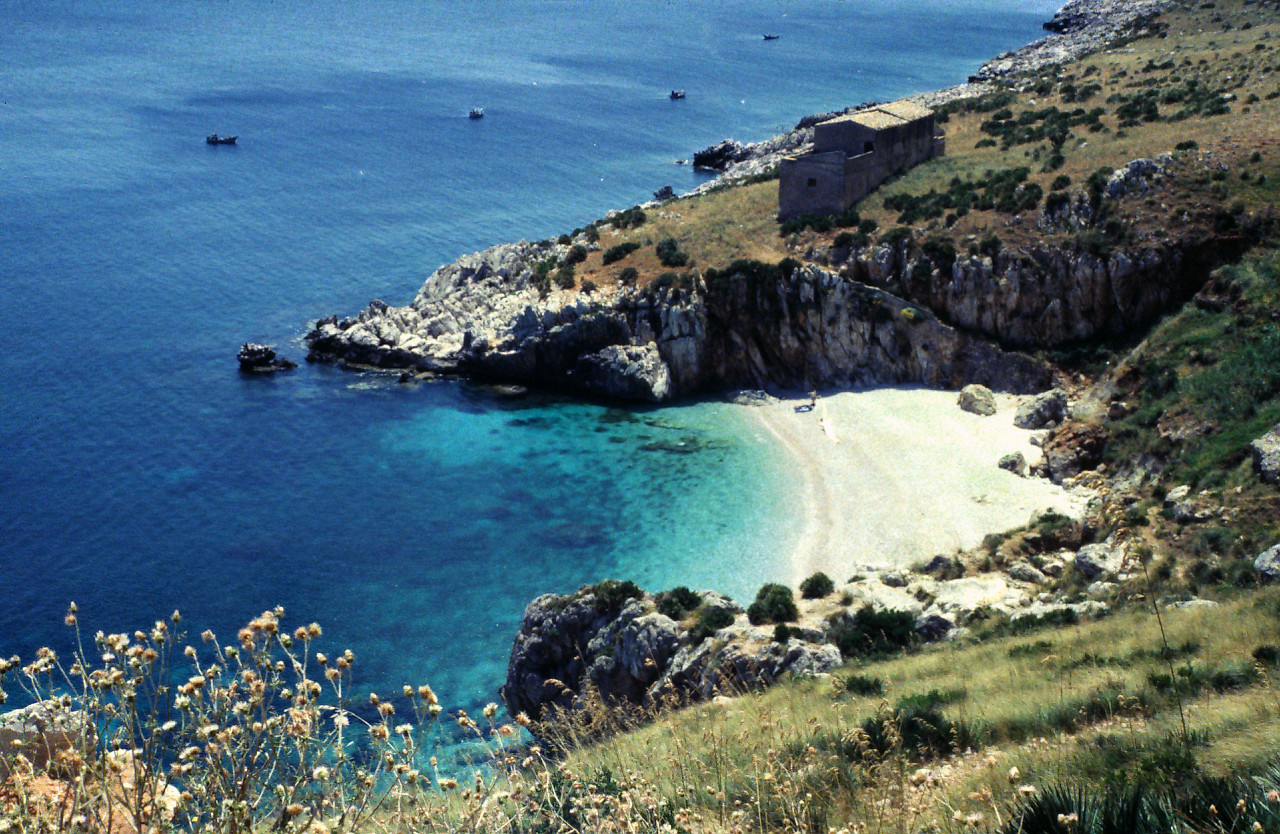
Tonnara del Uzzo

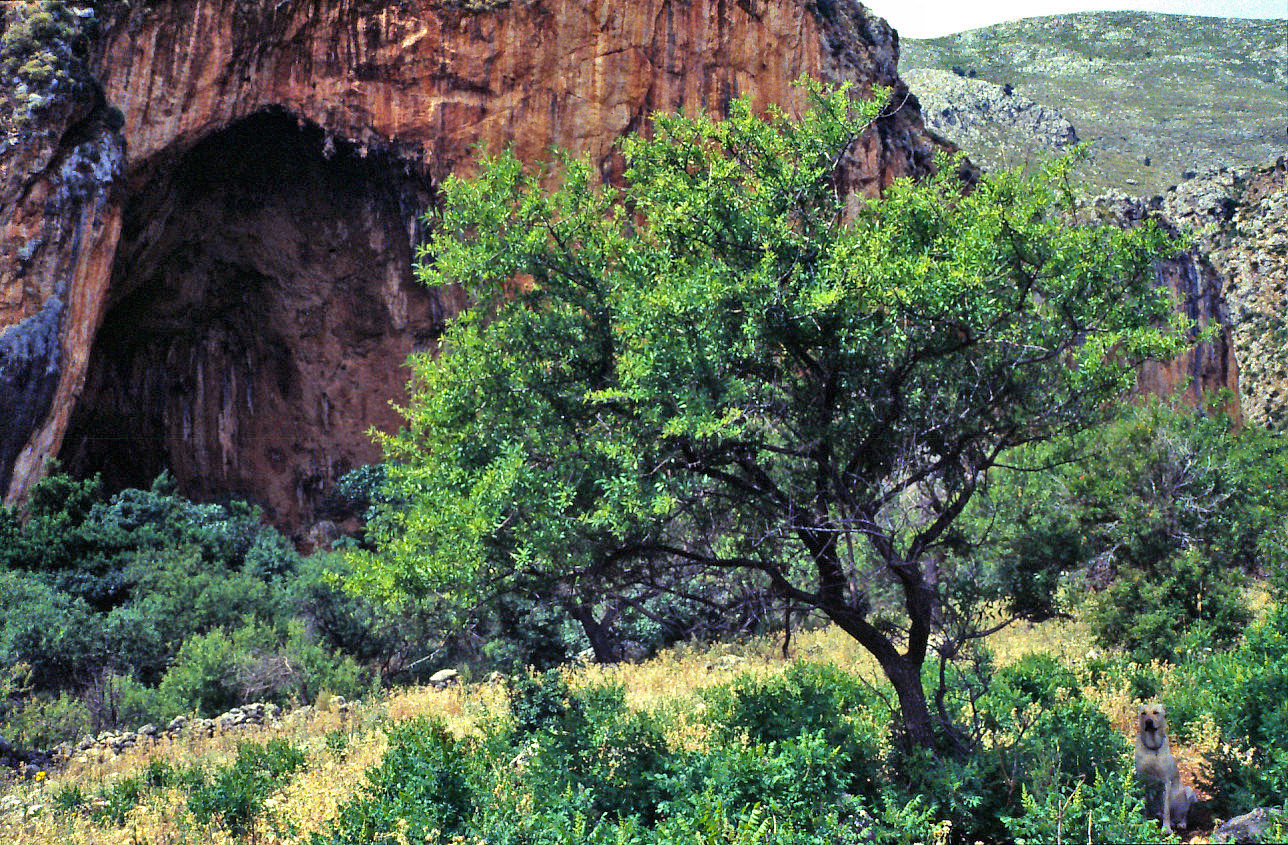
Uzzo-Grotte

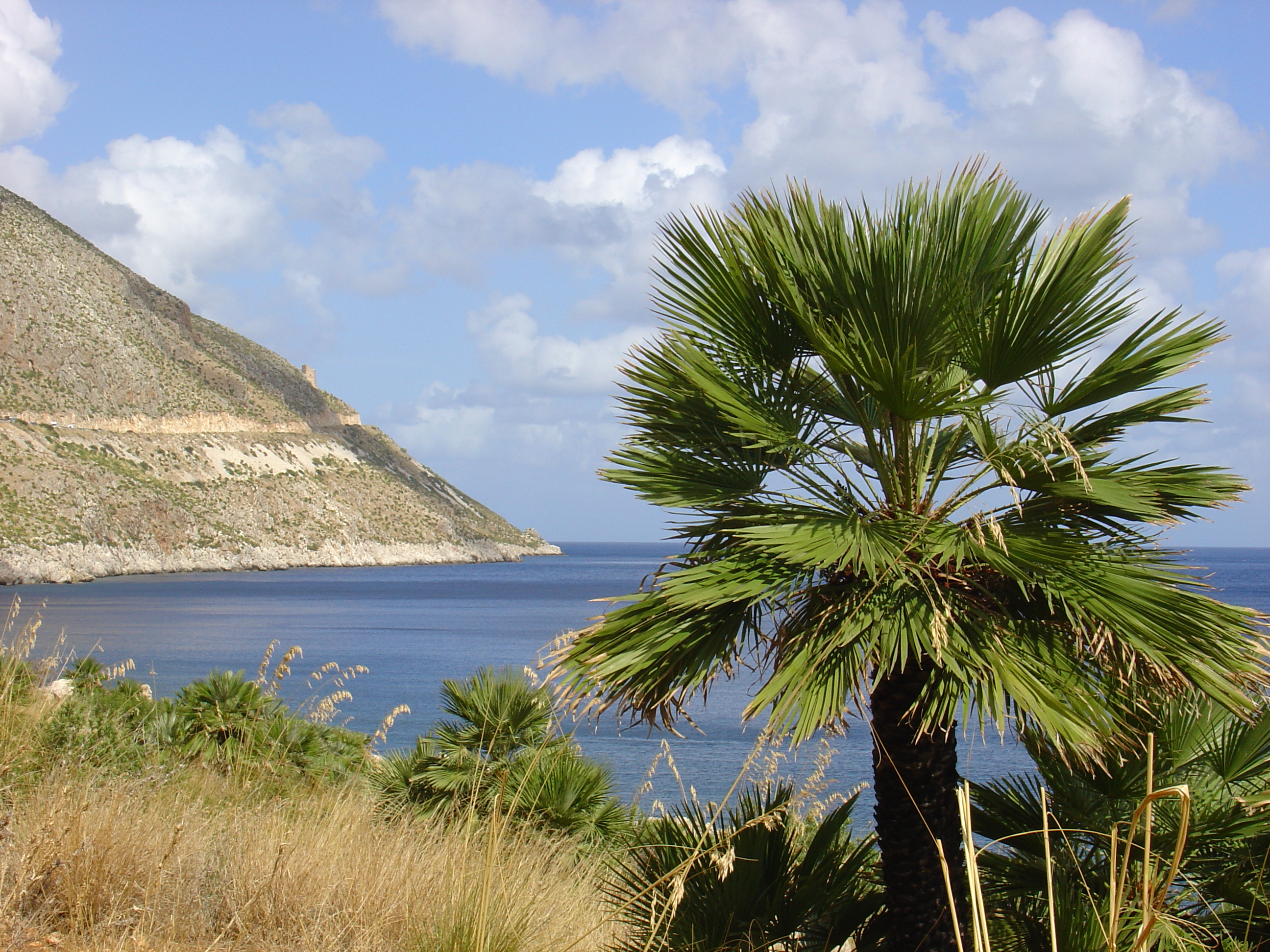
Riserva Naturale dello Zingaro

Das Naturreservat Zingaro (ital. Riserva Naturale orientata dello Zingaro) ist ein regionales Naturreservat in der Provinz Trapani im Nordwesten Siziliens.
Als Ende der 1970er Jahre der Bau einer Autostraße entlang einer der landschaftlich schönsten Küstenstrecken von Castellammare del Golfo bis San Vito lo Capo geplant wurde, gab es erhebliche Bürgerproteste. Die Regierung lenkte daraufhin ein und errichtete zum 6. Mai 1981 mit Zingaro das erste Naturreservat auf Sizilien. Das Reservat umfasst 1600 ha und einen ca. 7 km langen Küstenstreifen mit kleinen sandigen Buchten und rauen Kalkfelsen.
Die höchste Erhebung ist der Monte Speziale mit 914 m. Das Karstgebiet wird durchzogen von schroffen Kalkfelsen und von vom Wasser ausgewaschenen Rinnen. Die mediterrane Flora wird geprägt von Oliven- und Johannisbrotbäumen sowie Zwergpalmen (Chamaerops humilis) und bietet etwa 40 verschiedenen Vogelarten Lebensraum. Falken, Geier und Adler finden hier ideale Lebensbedingungen.
Am 5. August 2012 vernichtete ein riesiger Flächenbrand 80 Prozent des Reservats. Das Reservat glich nach den tagelangen Bränden einer Mondlandschaft. Bis sich die Vegetation erholt hat, dürften Jahre vergehen.

## Sehenswürdigkeiten
- Uzzo-Grotte, eine vertikal geöffnete Magma-Blase von ca. 20 Metern lichter Höhe (einige hundert Meter landeinwärts ab Tonnara del Uzzo), welche bereits seit Urzeiten als Unterschlupf und Stallung der Ziegenhirten genutzt wird.

## Endemische Arten
Im Reservat kommen 37 in Sizilien endemische Pflanzenarten vor, darunter:
- die Strandflieder Limonium todaroanum und Limonium flagellare
- Helichrysum rupestre var. rupestre und Helichrysum pendulum
- Dianthus rupicola
- Centaurea ucriae
- Brassica bivoniana
- Seseli bocconi
- Brassica drepanensis
- Hieracium cophanense
- Minuartia verna subspecies grandiflora
- Convolvulus cneorum